# Jean Malaurie
Jean Malaurie (født 22. december 1922, død 5. februar 2024) var en fransk grønlandsforsker, der udover omfattende videnskabelig forskning og produktion om Grønland er kendt for sin afsløring af den atombevæbnede amerikanske base ved Qaanaaq (Thule), som han opdagede den 16. juni 1951. Han tog offentligt til orde mod denne installation og mod at den var etableret uden samtykke fra lokalbefolkningen. Forinden var han den 29. maj sammen med inuitten Kutsikitsoq som de første mennesker nået frem til den magnetiske nordpol.

## Værker
- Hoggar, Touareg, Journal d’une exploration géographique (Paris, Ed. Nathan, 1954).
- Les derniers rois de Thulé: avec les Esquimaux polaires, face à leur destin (Paris, Ed. Plon, Terre humaine series, 1955 – 5th definitive edition, Paris, 1989 ; Ed. Pocket, 2001) – translated into 23 languages.
- The last kings of Thule: with the Polar Eskimos, as they face their destiny, English translation of Les derniers rois de Thulé, translated from the French by Adrienne Foulke (London: Jonathan Cape, 1982. 489p; New York: Chicago University Press, 1982. 489p.)
- Thèmes de recherche géomorphologique dans le nord-ouest du Groenland, 497 p., 79 photos, 161 fig., 1 coloured map (topography, botany and hydrology) to 1:25 000 (Skansen, Disko), 1 couloured map (topography, geomorphology and sea ice) to 1:200 000 – Thesis defended in 1962 - ('Mémoires et documents', Special issue, Paris, CNRS Editions, 1968 ; 2d Ed., Paris, 2011, in: Grand Nord Grand Large - CNRS Editions, including iconography).
- Hummocks I and II (Paris, Ed. Plon, Terre humaine series, 1999). Hummocks, extended edition, 4 volumes (Paris, Ed. Plon / Pocket, 2003, 2005).
- Hummocks, Journeys and inquiries among the Canadian Inuit, English translation of Hummocks, translated by Peter Feldstein. (Montreal, Quebec: McGill-Queen's University Press, 2007. New foreword by Jean Malaurie, postface by Bruce Jackson.)
- Ultima Thulé (2d edition, Paris, Ed. Le Chêne, 2000, Ed. Pocket, 2001) – translated into English, German and Danish.
- Ultima Thulé : explorers and natives of the polar North, translated from the French by Willard Wood and Anthony Roberts. (New York; London: W.W. Norton, 2000.)
- L’Appel du Nord (Paris, Ed. La Martinière, 2001) translated into English and German.
- Call of the North: an explorer’s journey to the North Pole, English translation of L’Appel du Nord. (New York, Abrams, 2001)
- L’Allée des baleines (Paris, Ed. Fayard, Mille et une nuits series, 2003, New extended edition 2008) translated into Russian and English.
- The Whales Alley, English translation of L’Allée des baleines, in press. 	•	Alleia Kitov, Russian translation of L’Allée des baleines, foreword by Serguei Arutiunov (Moscow, Ed. Nota Bene, 2007)
- Ot kamnia k tcheloveku ("From stone to man"), foreword by Azourguet Tarbaievna Shaoukenbaieva, in Russian. (Saint-Petersburg, State Polar Academy of Saint-Petersburg, 2003).
- Terre Humaine : cinquante ans d'une collection, entretien de Mauricette Berne et Pierrette Crouzet avec Jean Malaurie ; foreword by French President Jacques Chirac, introduction by Jean-Noël Jeanneney, President of the Bibliothèque nationale de France (French National Library), presentations by Olivier Orban, Director of the Plon publishing house, Bruce Jackson, Jacques Lacarrière, (Paris, éditions de la Bibliothèque nationale de France, 2005), 135 p.
- Terre Mère (Paris, CNRS Editions, 2008).
- Uummaa : la prescience sauvage (Paris, Ed. Plon, Terre humaine series)
- Arctica, 1948-2010, une prescience de combat (5 volumes) to be released by CNRS Editions. Collection of 500 scientific papers (some of which unpublished); released in French, English, German and Russian. Volume 1 : En éclaireur ; Volume 2 : Écosystème arctique ; Volume 3 : Ethnologie et anthropologie arctiques ; Volume 4 : Développement durable et périls de perte d’identité des peuples premiers circumpolaires ; Volume 5 : Terre Humaine, entretiens et portraits.